# دانیل اوس
دانیل اوس (ایتالیایی: Daniel Oss؛ زادهٔ ۱۳ ژانویهٔ ۱۹۸۷) دوچرخه‌سوار اهل ایتالیا است.
از باشگاه‌هایی که در آن رکاب زده‌است می‌توان به تیم بی‌ام‌سی، لیکویگاس، و بورا–هانسگروهه اشاره کرد.
وی در مسابقات کشوری و بین‌المللی در مجموع برندهٔ ۲ مدال طلا، ۲ مدال نقره شده‌است.